# Distretto di Mohammadia
Il distretto di Mohammadia è un distretto della provincia di Mascara, in Algeria.

## Comuni
Il distretto di Mohammadia comprende sei comuni:
- Mohammadia
- El Ghomri
- Ferraguig
- Mocta Douz
- Sedjerara
- Sidi Abdelmoumen